# Politiets Efterretningstjeneste
Le Politiets Efterretningstjeneste (PET, en français Service de renseignement de la police) est le service de renseignement du Danemark. C’est un service de la police du Danemark qui dépend du ministère de la Justice fondé le 1er janvier 1951. Ses activités : lutte contre le terrorisme international, surveillance des groupes extrémistes, collecte et analyse de l’information. Il est également chargé de veiller à la sécurité de la famille royale de Danemark. Son quartier général est situé à Copenhague. Le PET dispose aussi d’antennes à Århus et Odense. Son directeur est Finn Borch Andersen[Quand ?].

## Moyens
Il emploie au 1er septembre 2010 environ 780 personnes et dispose à cette date d'un budget d'environ 400 millions de couronnes danoises (54 millions d'euros en 2013).